# امتيازات المراسل الصحفي
امتيازات المراسل الصحفي في الولايات المتحدة، عبارة عن «حماية المراسل الصحفي بموجب القانون التشريعي أو الدستوري، من الإجبار على تقديم معلومات أو إثباتات حول المعلومات أو المصادر السرية الخاصة به.» ويمكن أن يوصف ذلك في الولايات المتحدة على أنه حق التعديل الأول المؤهل (المحدود) الذي منحته العديد من نطاقات الاختصاص حسب القانون التشريعي أو القرارات القضائية للصحفيين من أجل حماية مصادرهم السرية من الكشف.
وقد أشارت كل دوائر المحاكم الأولى والثانية والثالثة والرابعة والخامسة والتاسعة والعاشرة والحادية عشرة ومقاطعة كولومبيا إلى أن المراسل الصحفي المؤهل يحق له الحصول على الامتيازات. وبالإضافة إلى ذلك، فقد سنت أربعون ولاية ومقاطعة كولومبيا قوانين الحماية التي توفر حماية المصادر السرية الخاصة بالصحفيين.

## توجيهات وزارة العدل
أصدرت وزارة العدل بالولايات المتحدة مبادئ توجيهية ذاتية تهدف إلى حماية وسائل الإعلام من خلال تنظيم إصدار مذكرات الادعاء ضد الصحافة. وتنص هذه التوجيهات على أنه يجب «بذل كل المحاولات المقبولة للحصول على المعلومات من المصادر البديلة» بعد دراسة إصدار مذكرات الادعاء ضد عضو من الأعضاء المشاركين في وسائل الإعلام. وبالإضافة إلى ذلك، فإن هذه التوجيهات تتطلب أن يقوم أعضاء النيابة العامة الفيدرالية بالتفاوض مع الصحافة، وشرح الاحتياجات الخاصة المرتبطة بالقضية.
وقبل أن يتم إصدار أي مذكرات ادعاء، يجب أن يوافق النائب العام على إصدارها. وتعتمد مراجعة النائب العام لإصدار مذكرة الادعاء ضد أحد العاملين في وسائل الإعلام الإخبارية على المعايير التالية:
- في الحالات الجنائية، يجب أن تكون هناك أسس مقبولة للإقرار بأنه قد وقعت جريمة، اعتمادًا على المعلومات التي يتم الحصول عليها من المصادر غير الإعلامية، وأن المعلومات المطلوبة ضرورية من أجل إجراء تحقيق ناجح، خصوصًا فيما يتعلق بإثبات التهمة أو البراة منها بشكل مباشر. ويجب ألا يتم استخدام مذكرة الادعاء للحصول على معلومات هامشية أو غير ضرورية أو تحزرية.
- في القضايا المدنية، يجب أن تكون هناك أسس مقبولة لاعتقاد أن المعلومات المطلوبة ضرورية من أجل الإكمال الناجح للتقاضي في قضايا ذات أهمية جوهرية، اعتمادًا على المعلومات التي يتم الحصول عليها من المصادر غير الإعلامية. ويجب ألا يتم استخدام مذكرة الادعاء للحصول على معلومات هامشية أو غير ضرورية أو تحزرية.
- يجب أن تكون الحكومة قد حاولت الحصول على المعلومات من مصادر غير إعلامية، وأن تكون جهودها في ذلك قد تكللت بالفشل.
- يجب أن يقتصر إصدار مذكرات الادعاء ضد العاملين في مجال وسائل الإعلام الإخبارية، باستثناء الظروف الملحة، على التحقق من المعلومات المنشورة والظروف الأخرى المحيطة المتعلقة بدقة المعلومات المنشورة.
- حتى طلبات ترخيص مذكرات الادعاء للمعلومات التي يتم نشرها علنًا يجب أن يتم التعامل معها بكل عناية لتجنب الادعاءات بالتحرش.
- يجب أن يتم توجيه مذكرات الادعاء، متى أمكن، إلى المعلومات الجوهرية المتعلقة بموضوع محدد، ويجب أن تصدر لتغطي فترة زمنية محدودة، كما يجب أن تتجنب المطالبة بإنتاج مقادير كبيرة من المواد غير المنشورة. ويجب أن تعطي وقتًا مقبولاً ومناسبًا عند طلب الوثائق.

في حين أن هذه التوجيهات تبدو أنها تهدف إلى حماية الصحافة بشكل كبير، إلا أنها تنكر صراحة توفير «أي حق ملزم قانونًا لأي شخص». كما أن هذه السياسة لا توفر أي عقوبات جوهرية عند حدوث انتهاكات من الحكومة الفيدرالية. فإذا فشل أعضاء النيابة العامة في الحصول على موافقة من النائب العام، فإن حدود العقوبات المعتمدة تتمثل في «توجيه اللوم الإداري أو غير ذلك من الإجراءات التأديبية الأخرى». وفي الواقع، وجدت بعض المحاكم أن هذه التوجيهات «لا تخلق أي حقوق ملزمة». وبالتالي، في الدوائر التي تنتهج هذا النهج، لا يكون لوسائل الإعلام أي حقوق في استئناف فرض هذه السياسات قبل الإجبار على تقديم الشهادة.

## جوديث ميلر تجلب امتيازات المراسلين الصحفيين إلى صدارة الاهتمام الإعلامي
ظهرت مسألة امتيازات المراسلين الصحفيين في صدارة الاهتمام الإعلامي فيما يتعلق بقضية ميلر، والتي اشتملت على المراسلين جوديث ميلر وماثيو كوبر. فقد تم إصدار مذكرات ادعاء هيئة محلفين كبرى ضد ميلر وكوبر من أجل الشهادة وتوفير المعلومات، بما في ذلك الملاحظات والوثائق المتعلقة بالحوارات مع المصادر المحددة وكل المصادر الرسمية الأخرى المتعلقة بـ قضية بليم. وكلاهما رفضا الاستجابة لمذكرة الادعاء، حيث قالا إنهما يتمتعان بامتيازات المراسلين الصحفيين.[6] وقد اعتبرت محكمة المقاطعة الفيدرالية أن ميلر وكوبر يزدريان المحكمة بشكل مدني وأيدت محكمة الاستئناف الأمريكية لدائرة مقاطعة كولومبيا قرارات الازدراء.
وقد قدم كل من ميلر وكوبر، في استئنافهما أمام محكمة الاستئناف، العديد من وسائل الدفاع التي تشتمل على امتياز المراسلين الصحفيين حسب كل من التعديل الأول و القانون العام. وقد رفضت محكمة الاستئناف ادعاءات الامتيازات حسب التعديل الأول والقانون العام. وقد اتهمت المحكمة ميلر وكوبر بالازدراء المدني للمحكمة وحكمت عليهما بالسجن لمدة ثمانية عشر شهرًا. وقد بقي الحكم معلقًا في انتظار الاستئناف أمام المحكمة العليا الأمريكية.
ومع ذلك، رفضت المحكمة العليا للولايات المتحدة الاستماع إلى القضية. وقد بدأت جوديث ميلر في قضاء الأشهر الأربعة المتبقية من الحكم بسجنها ثمانية عشر شهرًا في السادس من يوليو عام 2005. أما ماثيو كوبر، فقد حرره مصدره السري من اتفاقية السرية بينهما، وبالتالي، قرر الالتزام بمذكرة الادعاء ووافق على الشهادة أمام هيئة محلفين كبرى.

## مقترحات الكونجرس
في عام 2004، تم تقديم مشروعي قرار في مجلس النواب الأمريكي وفي مجلس الشيوخ الأمريكي من أجل وضع قانون حماية فيدرالي. وقد تم تقديم أول مشروع قرار بنفس الشكل في مجلس النواب ومجلس الشيوخ من خلال السيناتور ريتشارد لوجار (R-IN) والنائب مايك بينس (R-IN). وقد قدم السيناتور كريستوفر دود تشريعًا منفصلاً أدى فيما يبدو إلى خلق حماية أوسع من مشروع قانون بينس / لوجار.
في عام 2006، قدم رودني إيه سمولا شهادته أمام اللجنة القضائية لمجلس الشيوخ حول موضوع امتيازات المراسلين الصحفيين.
وفي الثاني من ديسمبر عام 2010، وكرد فعل على تسريب البرقيات الدبلوماسية للولايات المتحدة من خلال ويكيليكس، قدم جون إينساين (R-NV) الطلب رقم S.4004 لتعديل القسم 798 من العنوان الثامن عشر من قانون الولايات المتحدة، من أجل توفير العقوبات للكشف عن المعلومات المصنفة المتعلقة بأنشطة استخبارات معينة ولأغراض أخرى. وفي حين أن هذا القانون أطلق عليه اسم قانون الحماية، إلا أن هذا التشريع المقترح لا يتشارك مع قوانين الحماية في الولايات المتحدة إلا بأقل القليل.